# Stazione centrale di Riga
La Stazione Centrale di Riga (in lettone Rīgas Centrālā dzelzceļa stacija) è la principale stazione ferroviaria della capitale lettone Riga. È riconosciuta come il luogo principale di Riga per la sua posizione centrale e per il fatto che la maggior parte dei mezzi di trasporto pubblico ha una fermata nelle vicinanze. Una parte dell'edificio è adibita a centro commerciale.
Dalla stazione hanno origine verso oriente tre linee ferroviarie principali:
- Riga–Skulte
- Riga–Lugaži, fino al valico di frontiera estone a Valka
- Riga–Daugavpils, che comprende le tratte internazionali verso i confini russo, bielorusso e lituano, rispettivamente a Zilupe, Bigosovo e a Turmantas.

Verso occidente originano invece due linee:
- Riga–Jelgava, da cui si dipartono le linee fino a Liepāja e al confine lituano a Meitene
- Riga–Tukums, su cui viaggiano anche i servizi diretti a Ventspils

## Storia
La stazione fu edificata nel 1861, su progetto dell'architetto Johann Felsko. Fu ampliata nel 1885 su progetto di Heinrich Scheel. Nel XIX secolo erano in funzione due stazioni separate: una che serviva la linea per Daugavpils e l'altra verso Jūrmala. Le due stazioni vennero unite nel 1914, con la costruzione di un unico edificio che rimase in servizio fino agli anni '60. Nel 1960 fu realizzato l'attuale edificio della stazione che venne ricostruito nel 1965. Nel corso degli anni, la stazione ha visto numerose ristrutturazioni.
Esistono progetti per ricostruire completamente la stazione in concomitanza con il progetto Rail Baltica. A tale scopo è stato selezionato nel marzo 2017 un progetto di due studi di architettura danesi.

## Altri servizi
Nell'edificio della Stazione Centrale al primo piano è presente un supermercato. Nelle immediate vicinanze si trova un altro supermercato ed il cinema più grande della città, il cinema Forum. Nella stazione vi sono molti ristoranti come "Čili pica", Hesburger ecc. Nella strada prospiciente alla stazione, Marijas iela, si trovano un ristorante McDonald's e alcuni alberghi.

## Trasporti pubblici
Molti mezzi pubblici fermano in questo luogo: oltre alla stazione ferroviaria stessa, da cui passano treni che servono tutte le destinazioni in Lettonia, la maggior parte dei mezzi pubblici, autobus e filobus, hanno una fermata nelle strade vicine: Marijas iela, Merķeļa iela, Satekles iela e 13. janvāra iela.

## Galleria d'immagini

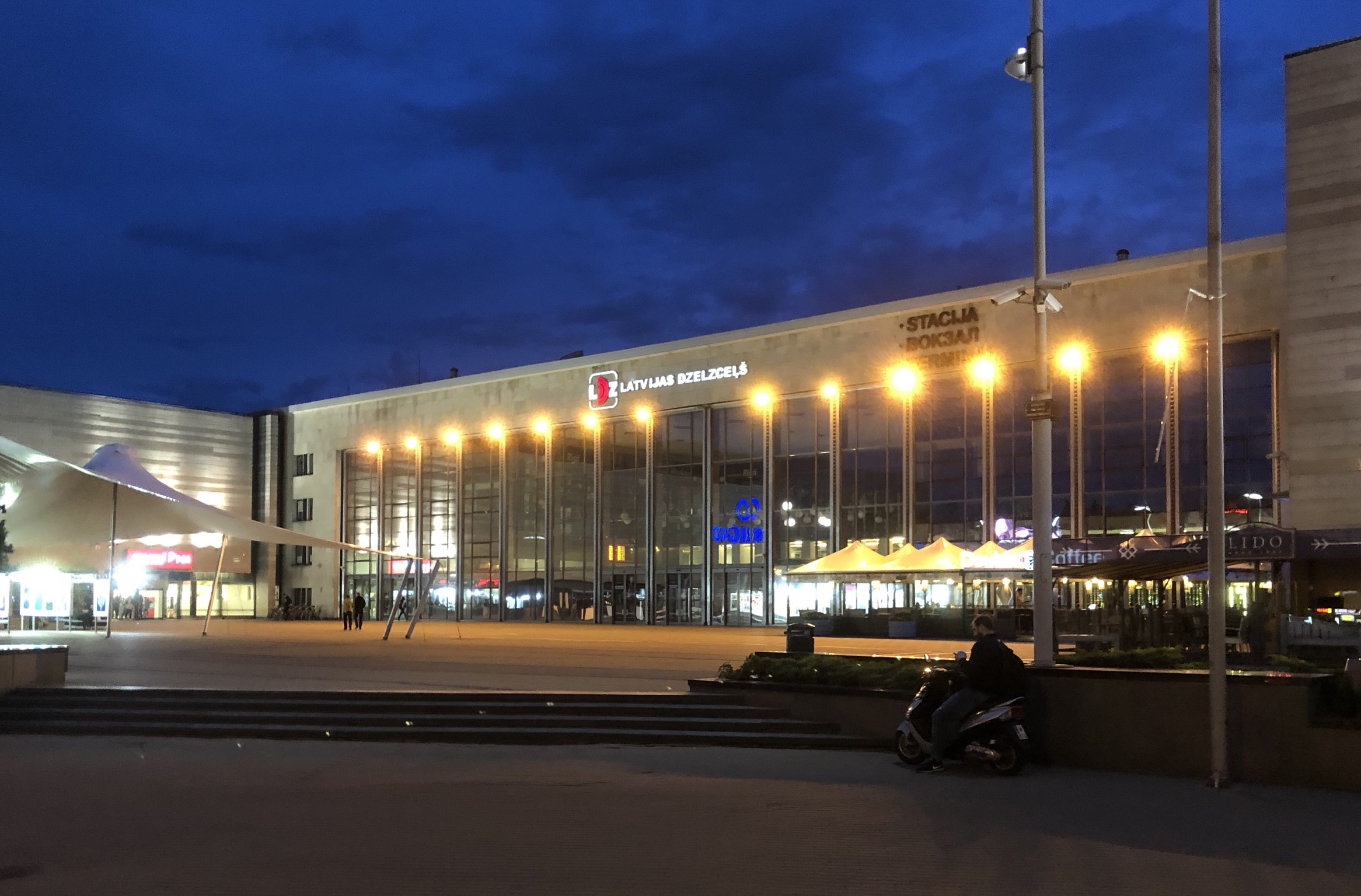
La stazione nel 2018
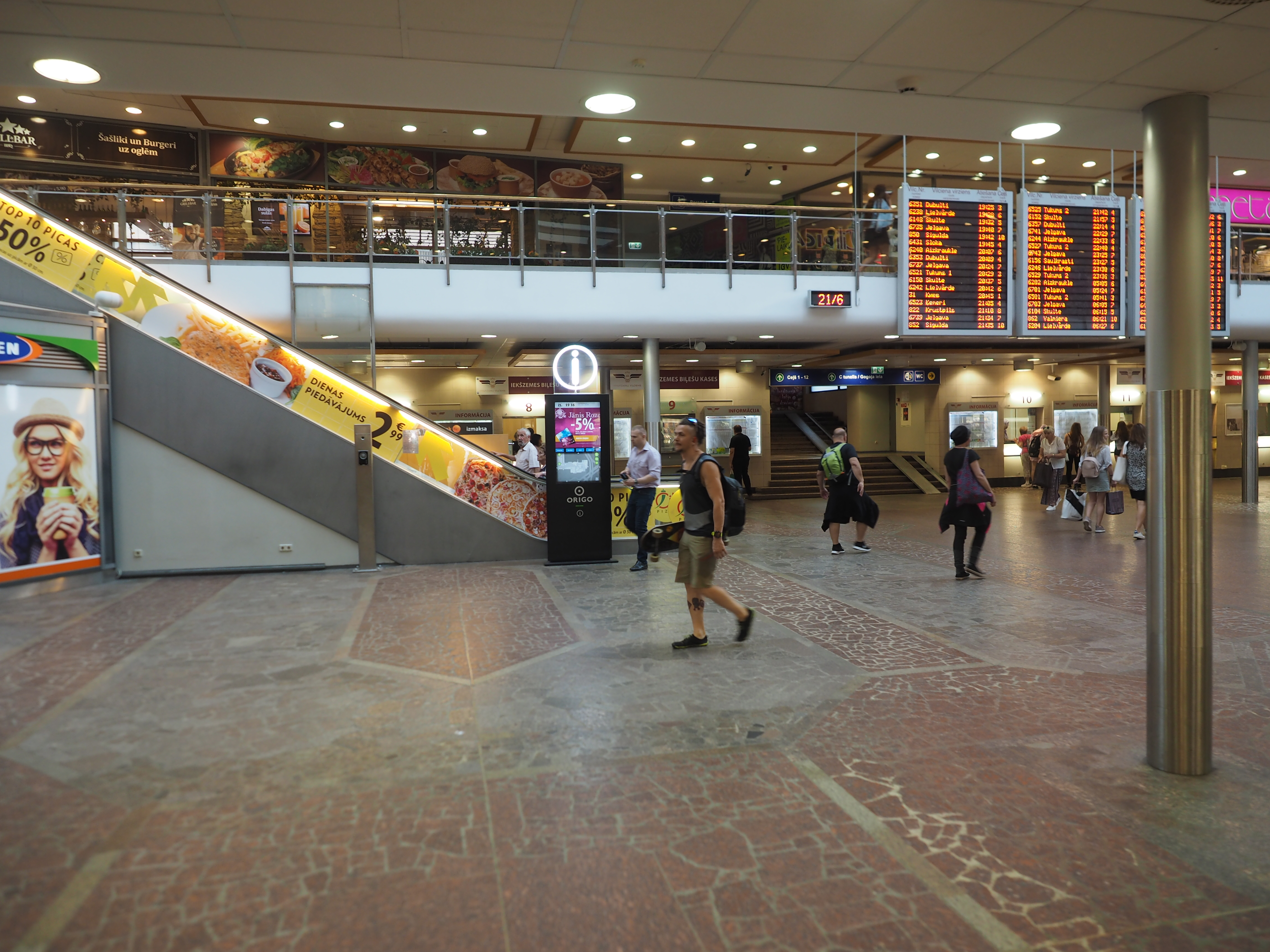
Gli interni della stazione come si presentavano nel 2019
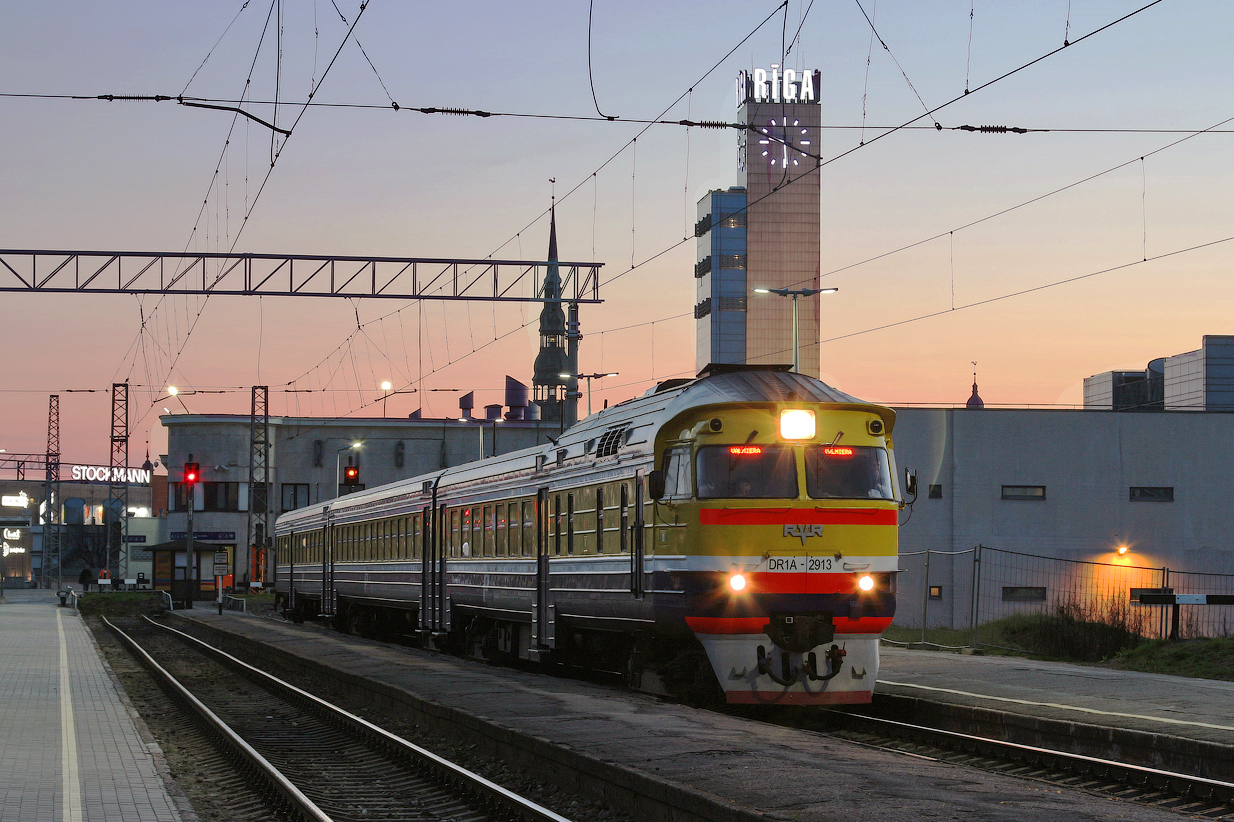
Autotreno DR1А-2913 in sosta alla Stazione centrale di Riga
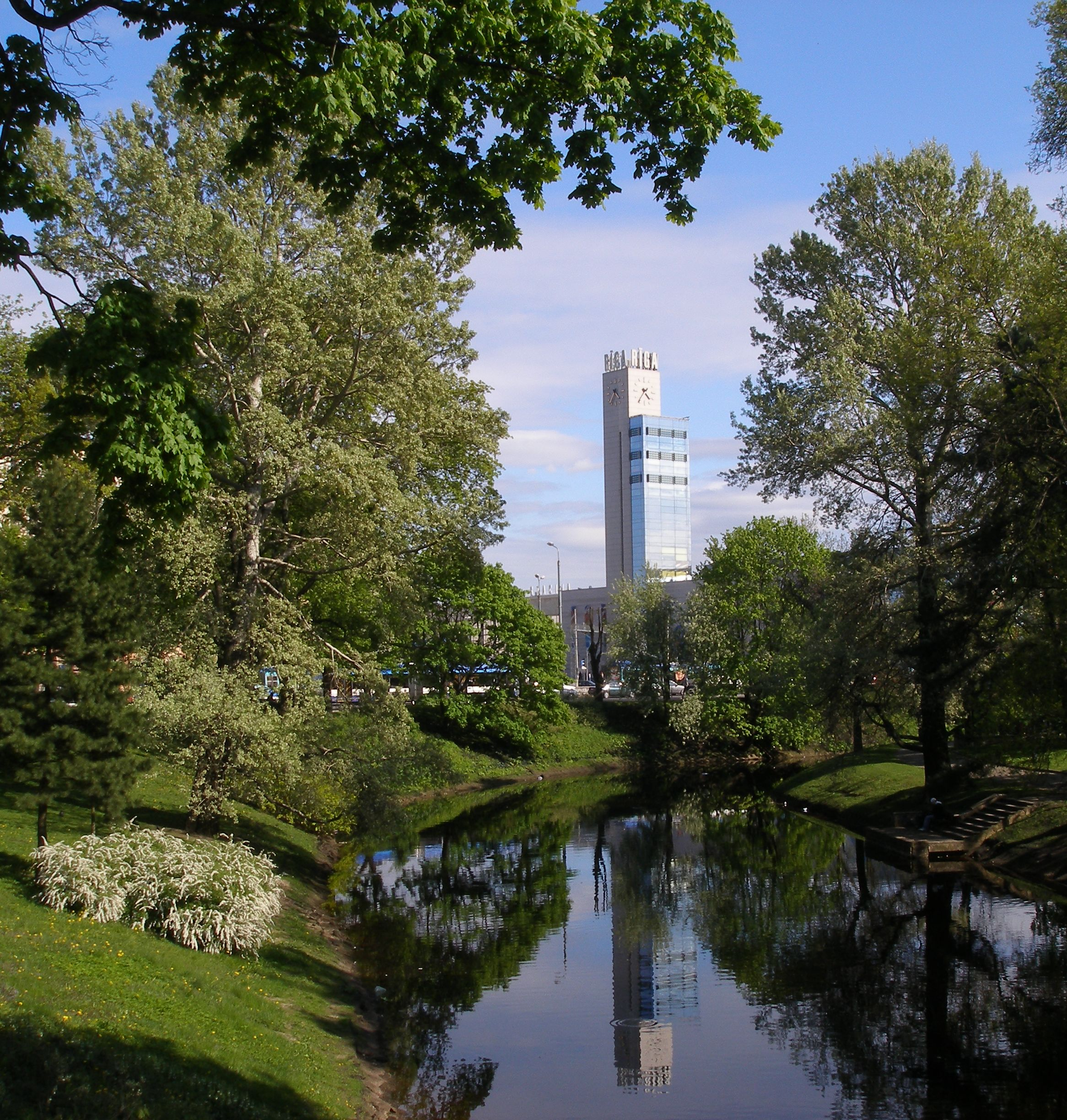
Torre dell'orologio
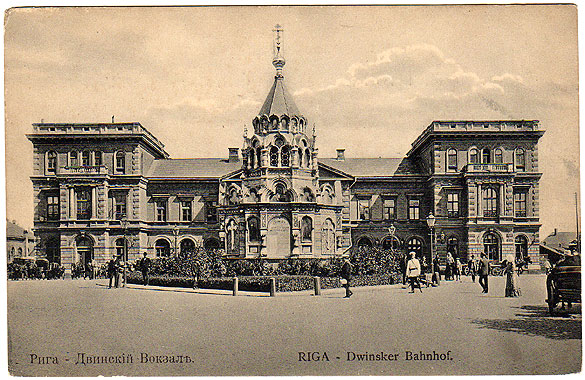
L'antico edificio, 1905-1918